# Constance Edjeani-Afenu
 (juin 2020).
Constance Ama Emefa Edjeani-Afenu (née le 5 mars 1960 et morte le 24 janvier 2022), est la première femme général de brigade des forces armées du Ghana. Elle a été conseillère militaire adjointe de la mission permanente du Ghana à New York.

## Carrière
Au début des années 1990, elle intègre la division junior du Collège de commandement et d'état-major des forces armées.
Elle est par la suite nommée conseillère militaire adjointe de la mission permanente à New York, c'est alors la première fois qu'une femme occupe ce poste.
Le 7 mars 2016, elle est promue au grade de général de brigade, le poste le plus élevé jamais occupé par une femme dans les forces armées ghanéennes,,.
Elle meurt le 24 janvier 2022.